# آرکتیک بی
آرکتیک بی (به انگلیسی: Arctic Bay) یک منطقهٔ مسکونی در کانادا است که در Qikiqtaaluk Region واقع شده‌است. آرکتیک بی ۲۴۷٫۵۰ کیلومتر مربع مساحت و ۸۶۸ نفر جمعیت دارد و ۳۱ متر بالاتر از سطح دریا واقع شده‌است.